# Heinrich Horwitz
Heinrich Horwitz (* 1984 in München) ist eine deutsche nichtbinäre Person, die schauspielerisch und in der Theaterregiearbeit tätig ist.

## Leben
Horwitz kam in München zur Welt und spielte als Kind des Schauspielers Dominique Horwitz erste Fernsehrollen. Bereits für die erste Rolle als Beppa Spitzer in der Serie Bruder Esel erhielt Horwitz 1997 gemeinsam mit Dieter Pfaff und Renate Krößner den Grimme-Preis. Nach dem Abitur wollte Horwitz ursprünglich Tiermedizin studieren, entschloss sich dann aber für ein Studium der Regie und der Choreografie an der Berliner Hochschule für Schauspielkunst Ernst Busch. Von 2011 bis 2013 arbeitete Horwitz zunächst als Regieassistenz am Theater und Orchester Heidelberg vor der Realisierung eigener Produktionen, neben dem Theater in Heidelberg am Schauspiel Leipzig, am dortigen Tanzarchiv, am Jungen Theater in Halle, am Staatstheater Mainz sowie an Bühnen in Schweden. Im Schauspiel hatte Horwitz Engagements an der Komödie Düsseldorf, an der Volksbühne Berlin, am Théâtre National du Luxembourg sowie in Heidelberg und Halle.
Im Fernsehen war Horwitz neben einer Serienrolle in Bruder Esel unter anderem 1999 an der Seite von Vater Dominique Horwitz in dem Ludwigshafener Tatort Kriegsspuren zu sehen.
2019 erklärte Horwitz, sich als nichtbinär zu identifizieren und als Selbstbezeichnung „divers“ zu verwenden (vergleiche die rechtliche Geschlechtskategorie Divers); als Pronomen akzeptiert Horwitz alle Formen, aber auch die Ansprache ohne Pronomen. Gleichzeitig legte Horwitz den ursprünglichen Namen ab und nennt sich fortan Heinrich.
Im Februar 2021 unterzeichnete Horwitz zusammen mit 184 schauspielerisch Tätigen das Manifest #ActOut, das mehr Anerkennung von sexuellen Orientierungen und Geschlechtsidentitäten außerhalb der binären Geschlechterordnung männlich/weiblich auch im Film- und Fernsehgeschäft einfordert und die gesellschaftliche Diversität angemessener abgebildet sehen will.
Im Mai 2023 ehrte die Fachjury des Fonds Darstellende Künste Horwitz mit dem Tabori Preis.

## Filmografie
- 1996: Bruder Esel (Fernsehserie, 14 Folgen)
- 1997: Alarm für Cobra 11 – Die Autobahnpolizei (Fernsehserie, Folge Kindersorgen)
- 1999: Gefährliche Wahrheit
- 1999: Tatort – Kriegsspuren
- 1999: Wut im Bauch
- 2005: Alphateam – Die Lebensretter im OP (Fernsehserie, Folge Sicherheitsrisiko)
- 2005: Die Rettungsflieger (Fernsehserie, Folge Sehnsüchte)
- 2007: Nachmittag
- 2007: Notruf Hafenkante (Fernsehserie, Folge Karlotta)
- 2010: Tatort – Kaltes Herz
- 2016: Der traumhafte Weg
- 2019: Der Bozen-Krimi – Mörderisches Schweigen
- 2019: RED (Videoarbeit), Konzept, Choreographie, Dramaturgie mit Sarah Nemtsov[10]
- 2021: Wa & Davul (Konzertfilm / Teil der Reihe Outernational), Choreografie, Regie, im Radialsystem Berlin[11]
- 2021: Glauben Sie unbedingt, dass ich eine Amazone bin (Videoarbeit aus dem Stipendium #TakeCare vom Fonds Darstellende Künste Berlin)[12]
- 2021: Roses for my Funeral (Konzertfilm), Decoder Ensemble und Komposition von Sarah Nemtsov[13]
- 2023: In aller Freundschaft (Fernsehserie, Folge Eine schwere Geburt)

## Theater
- 2017: Tod eines Komikers von Owen McCafferty, Regie und Dramaturgie, Theater Kosmos Bregenz[14]
- 2017: Der Ritt der Wallküren zur Abschaffung des Feminismus, Choreografie, Konzept, mit dem Ballett Rossa, Oper Halle[15]
- 2018: Entitäten, Konzept, Choreografie, Kurator, Performer, in der Reihe „Unterdeck“ – mit dem Decoder Ensemble im Kaistudio der Elbphilharmonie Hamburg[16]
- 2018: CONTROL, Choreographie, Dramaturgie, ein Stück von Alexander Schubert, Premiere beim Ultima Festival for contemporary music, Oslo / Norwegen[17]
- 2019: Bonny Crud, Konzept, Choreographie, Licht, Touring beim Tempo Reale Florenz / Italien und Schönes Wochenende Festival Düsseldorf / Frau Musica Nove, Köln
- 2020: Epilog:Abriss, Choreografie, Regie, mit LUX: NM und Komposition Andrej Koroliov
- 2020: Encounter, Choreografie und Performer / mit Carola Schaal und Rosa Wernecke Frequenz Festival Kiel / Gastspiel 2021 beim Codes Festival in Lublin, Polen[18]
- 2020: Genesis von Alexander Schubert, Dramaturgie, künstlerische Mitarbeit / Musikfest Hamburg, Elbphilharmonie Hamburg[19]
- 2020: Fight Song, Dramaturgie, Choreografie, mit Popebama, in der Reihe Unterdeck vom Decoder Ensemble im Kaistudio der Elbphilharmonie Hamburg
- 2021: Amazon Stories, Teil der Reihe Outernational / Choreografie, Regie / Radialsystem Berlin[20]
- 2021: Amazon Rising, Regie & Choreografie[21]
- 2022: Wolf, Regie, Konzept und Choreografie, Elbphilharmonie Hamburg[22]
- 2022: Fliegen lernen, Regie und Choreografie, Staatstheater Kassel